# Illyrische Trichternarzisse
Die Illyrische Trichternarzisse (Pancratium illyricum) ist eine Pflanzenart aus der Familie der Amaryllisgewächse (Amaryllidaceae).
Sie wird auch Illyrische Pankrazlilie genannt.
"Illyrisch" ist allerdings eine Fehlbezeichnung, denn dies bezieht sich auf eine historische Region im Westbalkan, wo die Pflanze nicht vorkommt.

## Beschreibung
Es ist eine mehrjährige krautige Pflanze, die eine Wuchshöhe von etwa 40 bis 60 cm erreicht. Der Geophyt bildet eine Zwiebel. Die Laubblätter werden 1,5 bis 3,5 cm breit und etwa 30 bis 60 cm lang. Die sternförmige, zwittrige, dreizählige Blüte hat sechs gleichgeformte Blütenhüllblätter Tepalen, wird etwa 15 cm breit und ist weiß.
Blütezeit ist Mai (April bis Juni je nach Standort).
Die Chromosomenzahl beträgt 2n = 22.

## Vorkommen
Die Art ist in Korsika und Sardinien verbreitet. Als Lebensraum werden feuchte Felsstandorte bevorzugt.